# Neoechinorhynchus pseudemydis
Neoechinorhynchus pseudemydis är en hakmaskart som beskrevs av Cable och M. Hopp 1954. Neoechinorhynchus pseudemydis ingår i släktet Neoechinorhynchus och familjen Neoechinorhynchidae. Inga underarter finns listade i Catalogue of Life.